# Mircea Druc
Mircea Druc (n. 25 iulie 1941, Pociumbăuți, raionul Rîșcani, RSS Moldovenească, URSS) este un fost politician sovietic moldovean, care a îndeplinit funcția de președinte al Consiliului de Miniștri al Republicii Sovietice Socialiste Moldova în perioada 25 mai 1990 – 28 mai 1991. A fost primul premier din Moldova Sovietică ce nu venea din rândurile PCUS, ci din mișcarea anticomunistă.
Mircea Druc este adept al reunificării Basarabiei, Nordului Bucovinei și Ținutului Herța cu România.

## Cariera profesională
Mircea Druc s-a născut la data de 25 iulie 1941, în satul Pociumbăuți, comuna Zăicani din județul Bălți (astăzi în raionul Rîșcani), într-o familie de țărani, părinții săi fiind Gheorghe Druc și Ileana Ciubară.
După absolvirea studiilor elementare și medii la Pociumbăuți, Zăicani și Zăbriceni (Edineț), a lucrat o scurtă perioadă ca tractorist în Kazahstan. A studiat la Facultatea de istorie și filologie a Universității de Stat din Chișinău (1957-1960), apoi la Facultatea de Filologie, secția limbi romanice (limba și literatura spaniolă, limba franceză și limba portugheză) din cadrul Universității de Stat din Leningrad (1960-1964).
După absolvirea Facultății în anul 1964, a lucrat ca referent, translator și dispecer la Aeroportul Internațional "Șeremetievo" din Moscova. Urmează apoi studii de doctorat în economie la Institutul Americii Latine al Academiei de Științe din URSS de la Moscova (1967-1970), cu teza de doctorat: "Rolul infrastructurii (mijloacele de transport) în procesele de integrare economică a țărilor latinoamericane". În anul 1970 a urmat un curs post-doctorat de "Bazele științifice ale conducerii în sfera producției" la Facultatea de Economie de la Universitatea de Stat "Lomonosov" din Moscova.
În anul 1970, revine în RSS Moldovenească, unde este numit ca profesor de științe administrative la Institutul Politehnic din Chișinău. Citat ca martor în procesul politic Șoltoianu-Usatiuc, a refuzat să colaboreze cu autoritățile sovietice. Alexandru Usatiuc-Bulgar (n. 1915) era un cetățean sovietic din RSSM, fost combatant al Armatei Române în cel de-al doilea război mondial. Usatiuc s-a prezentat la 12 iunie 1970 la Consiliul de Stat al R.S. România, cerând să fie primit în audiență de Nicolae Ceaușescu. Nereușind să fie primit, a lăsat un plic cu o scrisoare de 6 pagini adresată lui Ceaușescu în care îi prezenta amănunte despre metodele folosite de KGB pentru deznaționalizarea românilor și despre încercările de organizare a unei rezistențe românești, cerând un ajutor din partea autorităților de la București pentru a evita pierderea identității românești a basarabenilor. Arestat de KGB, împreună cu alți patru colaboratori, ca urmare a unei scrisori trimise de Ion Stănescu (președintele Consiliului Securității de Stat al RSR) lui Iuri Andropov (președintele Comitetului Securității de Stat al Consiliului de Miniștri al U.R.S.S.), Usatiuc a fost condamnat 12 ani de închisoare și exilat în Siberia .
În anul 1972, Comitetul raional Lenin din Chișinău al Partidului Comunist al Moldovei decide excluderea lui Druc din Partidul Comunist al Uniunii Sovietice (PCUS) cu următoarea justificare "pentru tolerarea opiniilor naționaliste, a eșecului de a le opri și a pierderii de vigilență" . Cu această ocazie, este concediat automat de la Institut și numit pe postul de cercetător științific și specialist principal al Centrului de Organizare Științifică a Muncii și Conducerea Producției al Ministerului Industriei Alimentare din RSS Moldovenească.
Pleacă din nou la Moscova în 1975, lucrând ca lector la Centrul pentru probleme administrative al Universității de Stat "Lomonosov" și cercetător științific la secția Institutului Unional de Cercetare Tehnico-economică și Informație în Electrotehnică - "Informelectro" (1975-1977), apoi ca șef al sectorului cercetare al Centralei Economice "Mosstroiplastmass" din Moscova și redactor științific la Institutul Central de Cercetare Tehnico-economică și Informație pentru Industria Alimentară din Moscova (1977-1981). În paralel, între anii 1975-1980, urmează studii serale la Facultatea de Psihologie a Universității de Stat "Lomonosov" din Moscova.
În anul 1981, Mircea Druc este transferat la Cernăuți (în RSS Ucraineană) ca secretar științific al ramurii locale a Institutului de Automatică din Kiev. Este numit apoi în funcțiile de șef al departamentului de standardizare și management al calității în cadrul Combinatului de mobilă și prelucrarea lemnului din Cernăuți (1983-1985) și apoi translator la Editura pentru Literatură și Artă, lector la Universitatea de Stat din Cernăuți și cercetător științific la Institutul de Stat de Medicină din Cernăuți (1985-1989).
În anul 1988, este fondator al Societății Culturale Române "Mihai Eminescu" din Cernăuți, fiind ales în funcția de vicepreședinte al acesteia. În această calitate, el a contribuit la înființarea primei clase cu predare în limba română din Cernăuți (inițial cu 16 elevi, apoi în 1991 numărul elevilor a crescut la 60) .

## Prim-ministru al Republicii Moldova
În anul 1990, Mircea Druc este ales ca deputat al Frontului Popular (FPM) în Sovietul Suprem al RSS Moldova. La data de 25 mai 1990, este ales prim-ministru al RSS Moldova de către Sovietul Suprem al RSSM. În această calitate, el cumula și funcția de membru în guvernul sovietic, participând de două ori pe săptămână la ședințele executivului de la Moscova.
Guvernul Mircea Druc a promovat un amplu program de reforme politice, economice și sociale care urmăreau desprinderea RSS Moldova de URSS și reducerea dependenței RSSM de instituțiile de la Moscova, în scopul obținerii independenței RSSM: 
- a înființat primele structuri ale Armatei Naționale, Poliției Naționale, Trupelor de Carabineri (după modelul italian) și a serviciilor speciale de informații;
- a introdus limba română ca limbă de predare în școli, licee și universități;
- a fondat Academia de Studii Economice și Academia Națională de Poliție, cu sediul la Chișinău;
- a contribuit la deschiderea la Chișinău a liceelor bilingve român-francez, român-spaniol, român-englez, român-italian, român-german;
- a contribuit la trimiterea la studii în România și în alte țări a peste 3.000 de studenți, doctoranzi și elevi;
- a eliminat Partidul Comunist din viața socială.

Mircea Druc a condus delegații guvernamentale în Rusia, Ucraina, Lituania, Letonia, Estonia, Georgia, Italia, SUA, Iugoslavia și România. În perioada cât a fost prim-ministru, a fost inaugurată tradiția podurilor de flori peste Prut.
Mircea Druc a refuzat să înceapă procesul de privatizare din Republica Moldova, așteptând adoptarea Legii Băncii Naționale (pentru emiterea monedei naționale) și Legea despre cetățenie, cu scopul de a evita vinderea activelor întreprinderilor din RSS Moldova către cetățenii din alte țări.
Mirce Druc a fost destituit din funcția de prim-ministru la 28 mai 1991 de către președintele Mircea Snegur, după ce a primit un vot de neîncredere din partea Parlamentului unicameral al RSSM .

## Activitatea politică ulterioară
Mircea Druc nu a putut să candideze la alegerile directe din decembrie 1991 pentru funcția de președinte al Republicii Moldova, pentru că nu îndeplinea termenul minim de locuire în ultimii 10 ani în Republica Moldova, condiție prevăzută în Legea electorală. La cel de-al treilea Congres al Frontului Popular Creștin-Democrat din Moldova, desfășurat în perioada 15-16 februarie 1992 la Chișinău, Mircea Druc este ales în funcția de președinte al acestui partid.
La data de 24 ianuarie 1992, cu ocazia desfășurării la Iași a primei Convenții a Consiliului Național al Reîntregirii, Mircea Druc a fost ales în unanimitate ca președinte al acestei organizații. Mircea Druc a primit cetățenia română prin naștere în anul 1941 și fără voia sa i s-a atribuit cetățenia sovietică. La cererea sa, la data de 6 iulie 1992, a redobândit cetățenia română, renunțând la cetățenia Republicii Moldova, deoarece acest stat nu admitea dubla cetățenie. Între anii 1993-2001 a lucrat ca cercetător științific la diverse instituții din Chișinău și București, pe bază de contract.
Mircea Druc a candidat ca independent la președinția României la alegerile din 27 septembrie 1992, având o platformă unionistă și fiind susținut de Partidul Ecologist Român, Frontul Popular Creștin Democrat, Asociația Mondială "Pro Basarabia și Bucovina" și alte formațiuni din spațiul românesc. Fără sprijinul unui partid puternic, Mircea Druc a ieșit pe ultimul loc din cei 6 candidați cu 326.866 voturi (adică 2,75% din totalul voturilor).
În anul 1992, a înființat Partidul Național al Reîntregirii în România al cărui președinte a fost. Partidul și-a schimbat ulterior denumirea în Partidul Reîntregirii Opțiunea Dacolatină (POD), obținând la alegerile din anul 1996 locul 24 in ierarhia partidelor, cu 0,23% din voturi (28.622 voturi). În anul 1995, el a fost numit președinte al Comitetului de inițiativă și organizare al Primului Congres Mondial al Refugiaților și Descendenților Acestora din teritoriile românești ocupate de fosta Uniune Sovietică, care s-a desfășurat la Iași în perioada 30 iunie - 2 iulie 1995.

### După 1998
La data de 20 octombrie 1999, Valeriu Tabără, președintele Partidului Unității Naționale Române (PUNR) și Mircea Druc, președintele Partidului Reîntregirii Opțiunea Daco-Latină, au semnat protocolul de fuziune, prin absorbție, de către PUNR a PRODL, Mircea Druc fiind numit în funcția de președinte al Consiliului Național al PUNR.
În perioada 2001-2004, Mircea Druc este trimis de către guvernul PSD condus de Adrian Năstase pe postul de consilier pe probleme economice și comerciale la Consulatul General de la Rio de Janeiro și Ambasada României din Brasilia. Acolo a urmat un curs de perfecționare la Colegiul de Informatică SOS Computadores din Rio de Janeiro și cursuri de perfecționare la Academia Diplomatică a MAE din București (2001-2003).
În perioada septembrie - decembrie 2004 a fost membru al Partidului România Mare. El a explicat că s-a orientat către PRM, întrucât acesta este partidul cel mai apropiat de idealul național și mai puțin corupt de pe scena politică autohtonă . La alegerile din noiembrie 2004, a fost candidat pe prima poziție de pe lista PRM la Senat în județul Botoșani, dar nu a fost ales.
Între anii 2005-2008, prof. dr. Mircea Druc a deținut funcția de consilier al Președintelui Camerei de Comerț și Industrie a României (CCIR). La alegerile din noiembrie 2008, Mircea Druc a candidat pentru un loc de deputat în Colegiul Uninominal 8 Camera Deputaților din județul Suceava (Colegiul Siret-Fălticeni), fiind sprijinit de Partidul Democrat-Liberal. A obținut doar 4.407 voturi (22,85%), clasându-se pe locul al doilea după deputatul Eugen Bejinariu (PSD+PC), care a obținut 8.709 voturi (45.16%) .

## Viața personală
Mircea Druc vorbește foarte bine limbile spaniolă, portugheză, rusă, italiană și franceză și la nivel satisfăcător engleza și ucraineana. Este căsătorit cu Mariana Druc (n. 1946) și are două fete: Anamaria Cezara (n. 1969) și Corina (n. 1970).

## Distincții și decorații
Pentru activitatea desfășurată, Mircea Druc a primit următoarele distincții: Medalia „Za osvoienie țelinnîh zemeli" din Kazahstan (1958), Medalia „Meritul civic" din Republica Moldova (1996), titlul de Cetățean de onoare al orașelor Miami (SUA) și Bușteni (România), titlul de „Omul politic al anului 1992” în Republica Moldova.
Pe 26 martie 2014, șeful statului român, Traian Băsescu i-a acordat Ordinul Național „Steaua României”, în grad de Mare Ofițer.